# Oignies
Oignies [waɲi] ist eine französische Stadt und Gemeinde mit 10.260 Einwohnern (Stand 1. Januar 2022) im Département Pas-de-Calais in der Region Hauts-de-France. Sie ist eine der Mitgliedsgemeinden der Communauté d’agglomération d’Hénin-Carvin.

## Geographie
Die Gemeinde südlich von Lille im Nordfranzösischen Kohlerevier erstreckt sich auf einer Fläche von 5,52 km², damit hat Oignies eine Bevölkerungsdichte von ca. 1.900 Einwohnern pro Quadratkilometer.
An Oignies grenzen folgende Gemeinden (von Norden im Uhrzeigersinn): Libercourt, Ostricourt, Évin-Malmaison, Dourges, Hénin-Beaumont und Carvin.

## 2. Weltkrieg
Beim Überfall der Wehrmacht auf Frankreich kam das 487. Infanterieregiment der 267. Infanterie-Division nach bereits verübten Kriegsverbrechen (Tötung von Zivilisten,  Niederbrennung) im nahe gelegenen Courriéres nach Oignies. Auch in dieser Stadt wurden Häuser systematisch zerstört und ca. 100 Zivilisten, darunter auch Flüchtlinge und Kriegsgefangene, exekutiert, die Soldaten vergewaltigten auch Frauen.

## Bevölkerungsentwicklung
| Jahr      | 1962   | 1968   | 1975   | 1982   | 1990   | 1999   | 2011  |
| Einwohner | 11.340 | 12.563 | 11.649 | 10.546 | 10.660 | 10.531 | 9.861 |

## Sehenswürdigkeiten
- Kohlebergwerk der Compagnie des mines de Dourges, als Monument historique denkmalgeschützt[3]
- Kirche Saint-Barthélémy

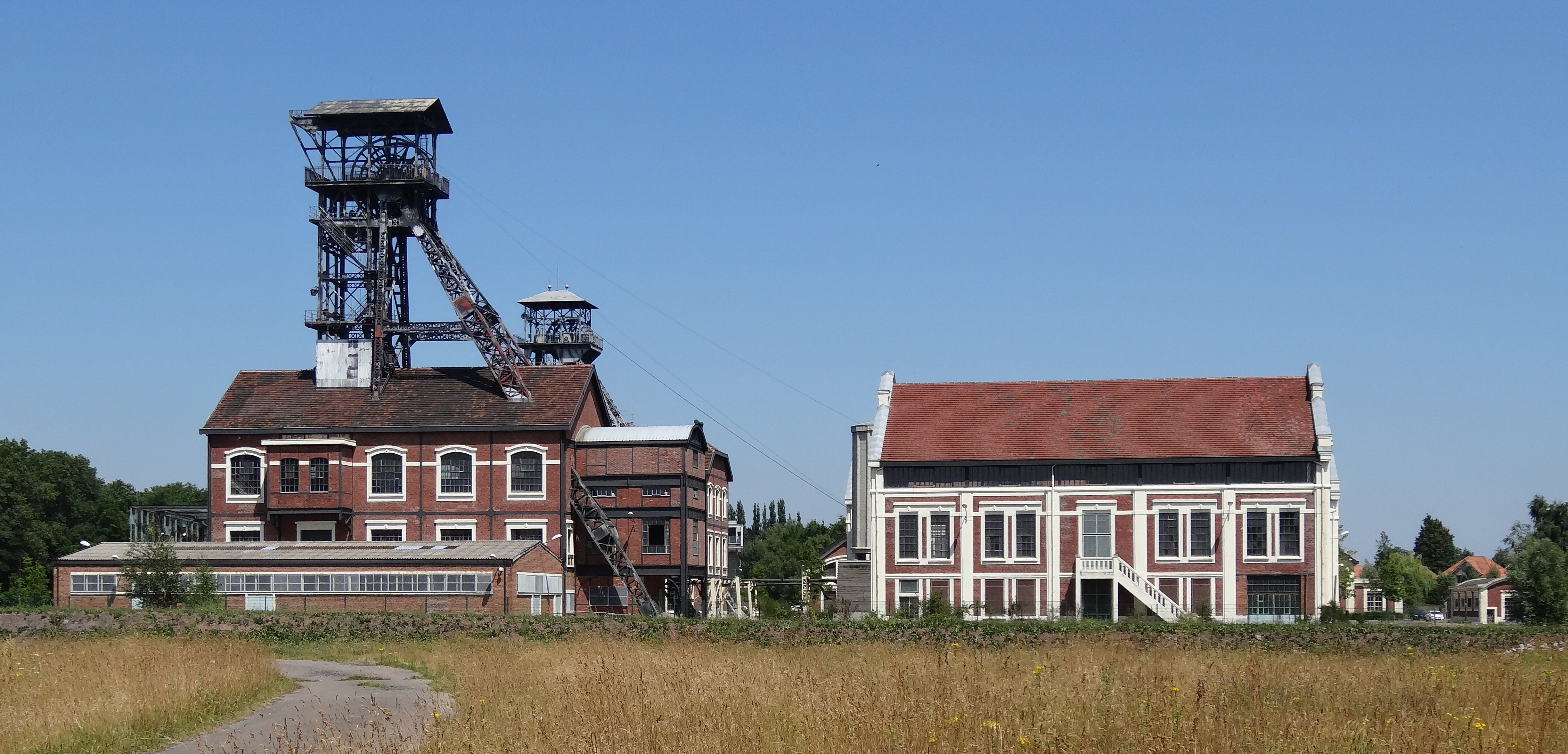
Kohlebergwerk der Compagnie des mines de Dourges
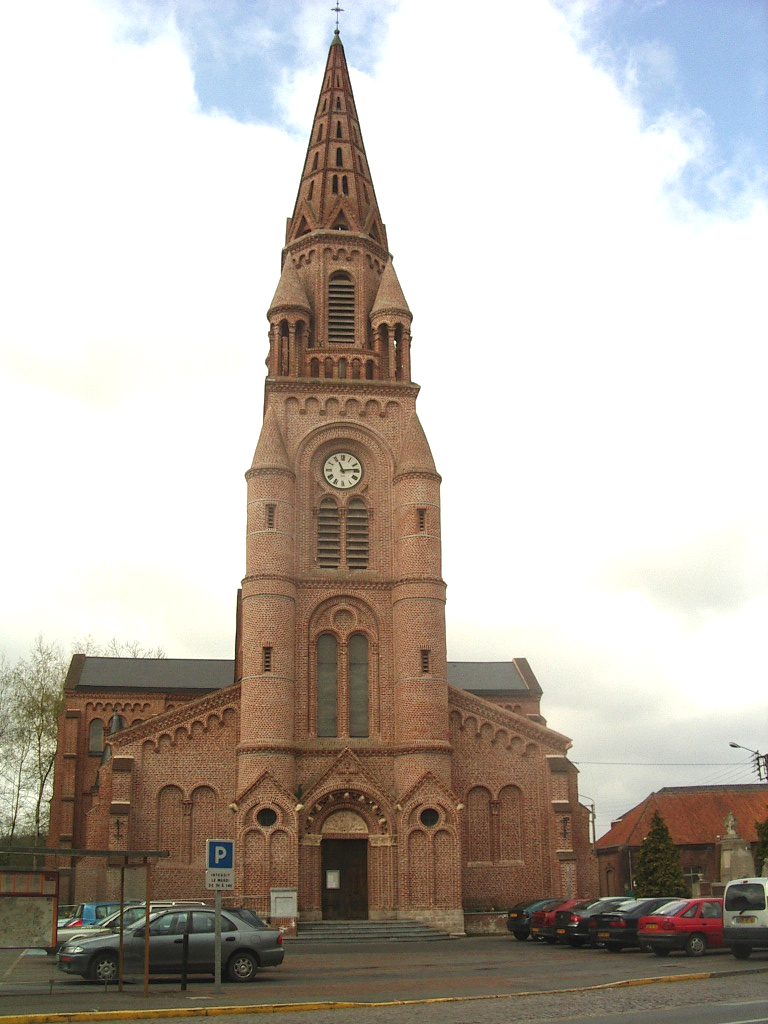
Kirche Saint-Barthélémy

## Partnerschaften
Seit 2004 unterhält Oignies eine Partnerschaft mit der rheinland-pfälzischen Gemeinde Mutterstadt. Eine weitere Partnerschaft besteht seit 1940 mit Buxton (Derbyshire) in Großbritannien.

## In Oignies geboren
- Louis De Clercq (1836–1901), Industrieller, Forschungsreisender und früher Fotograf
- Michel Jazy (1936–2024), französischer Leichtathlet polnischer Abstammung
- Guy Drut (* 1950), Olympiasieger in der Leichtathletik und Politiker

## Nachweise
1. ↑  Fossier, Jean-Marie (1977). Zone interdite: Nord-Pas-de-Calais. Paris: Éditions Sociales, Seite 30/31.
2. ↑  Virgili, Fabrice (2016). "Les viols commis par l'armée allemande en France (1940-1944)". Vingtième Siècle. Revue d'histoire. 130 (2): 103–120.
3. ↑  Monuments historiques – Oignies: Ancien Fosse